# Kirkjubæjarklaustur
De plaats Kirkjubæjarklaustur (in 2013 ongeveer 110 inwoners) ligt in het zuiden van IJsland aan de Hringvegur (de rondweg, wegnummer 1) tussen Vík í Mýrdal en Höfn. De geografische ligging maakt dat Kirkjubæjarklaustur bekender is dan plaatsen van vergelijkbare grootte.
Kirkjubæjarklaustur is de enige van de plaatsen in de nabije omgeving die een vrijwel volledig pakket van diensten, zoals een tankstation, een bank, een postkantoor en een supermarkt, biedt. Bovendien ligt het centraal tussen toeristische trekpleisters, zoals de Lakagígar-kraters, de Eldgjá (vuurkloof) en het Nationale Park Skaftafell.
Een attractie vlak bij Kirkjubæjarklaustur is Kirkjugólf (Kerkvloer), een natuurlijk geologisch fenomeen van basalt. Midden in het weiland staat een verzameling van basaltzuilen waarvan alleen de bovenzijde in een plat vlak net boven het maaiveld uitsteekt, waarbij het lijkt alsof er in vroeger tijden een vloer is gelegd. Hoewel het niet uit overleveringen bekend was, heeft men gedurende lange tijd gedacht dat er ter plaatse ooit een kerk of iets dergelijks had gestaan. Dergelijke basaltformaties zijn niet uniek in de wereld, iets dergelijks is bijvoorbeeld ook bij Giant's Causeway in Noord-Ierland te zien.
Vlak bij Kirkjubæjarklaustur liggen de Systrafoss- en Stjórnarfosswatervallen, en even ten westen van de plaats liggen aan de ringweg meerdere pseudokraters. Bij het plaatsje steekt de ringweg de Skaftá over. Verder naar het westen ligt de Fjaðrárgljúfurkloof. Al met al maakt het dat Kirkjubæjarklaustur een populaire pauzeplaats voor toeristen is.

## Naam
De plaats wordt ook wel “Klaustur” genoemd, wegens de lastig uitspreekbare naam. De naam Kirkjubæjarklaustur komt van Kirkju (Kerk) Bæjar (Boerderij) en Klaustur (Klooster). Het dorp heette eerst Kirkjubær, wat dus Kerkboerderij betekent. Toen er een klooster bij kwam werd Klaustur erbij gevoegd. Dit leidde tot een van de langste plaatsnamen in IJsland.

## Geschiedenis
Nog voor de permanente kolonisatie van IJsland hebben waarschijnlijk tijdelijk Ierse monniken bij Kirkjubæjarklaustur gewoond. Vanaf 1186 tot de reformatie in 1550 heeft er een Benedictijns nonnenklooster gestaan. De namen van de nabij gelegen waterval Systrafoss (waterval van de zusters) en het Systravatn (meer van de zusters) op de hoogvlakte boven het dorp verwijzen naar dit klooster. De Systrastapi (zusters kei) verwijst naar een rots waar twee nonnen, die van vermeende activiteiten van ketterij werden verdacht en derhalve zijn verbrand, zijn begraven. Het dorp werd in IJsland beroemd na een uitbarsting van de Lakagígar vulkanenrij in 1783. De pastoor van de plaatselijke kerk, Jón Steingrímsson, hield toen een dienst die bekend werd als de "Vuurdienst". De legende zegt dat deze dienst de lavavloed tot stoppen bracht, en het dorp derhalve op het laatste moment spaarde. Een kapel werd in 1974 ter nagedachtenis aan deze pastoor gebouwd.
Kirkjubæjarklaustur is nu een belangrijk centrum voor de boerderijen in de omgeving, voor toeristen en weekendgangers uit IJsland zelf. Veel inwoners van Reykjavik, de hoofdstad van het land, hebben een zomerhuisje in de buurt.

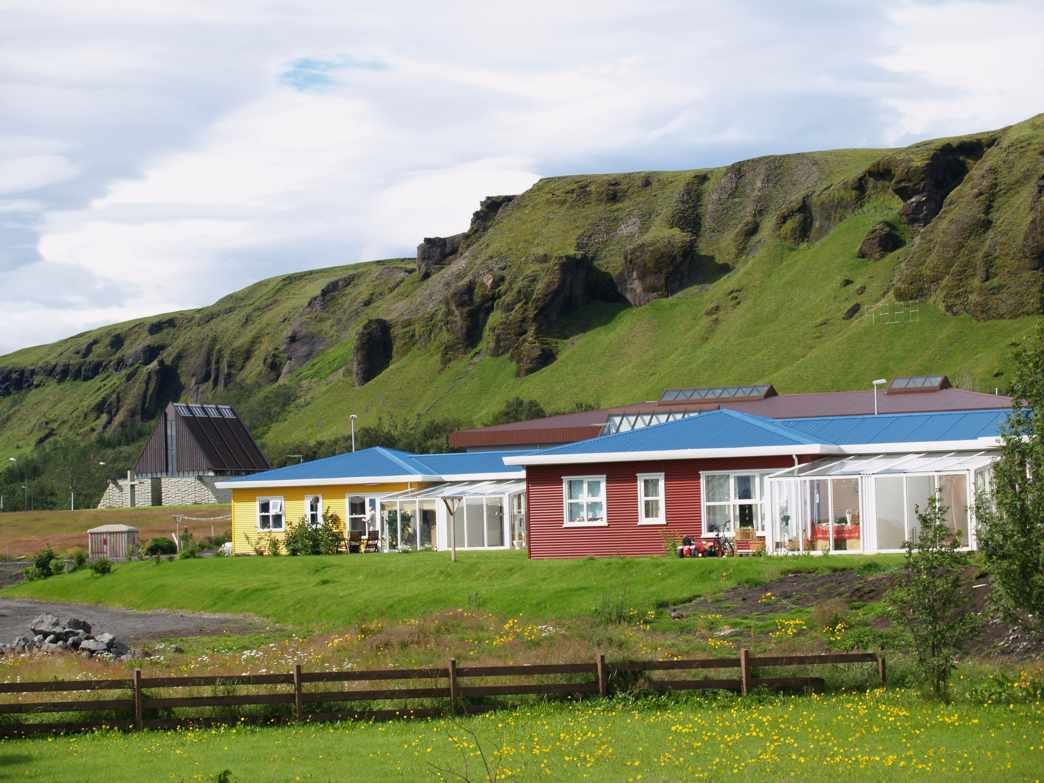
Kirkjubæjarklaustur met de gedenkkapel van Jón Steingrímsson
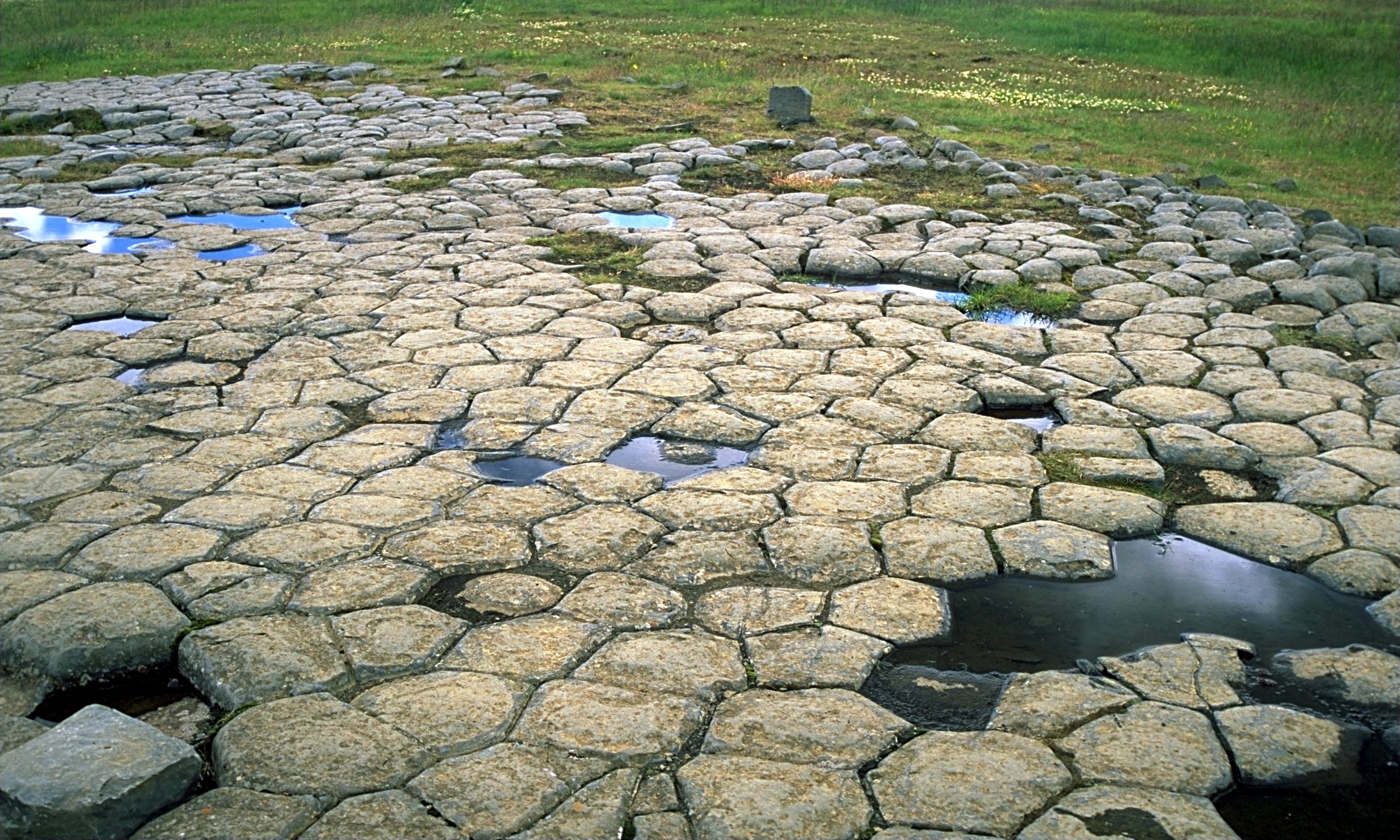
Kirkjugólf
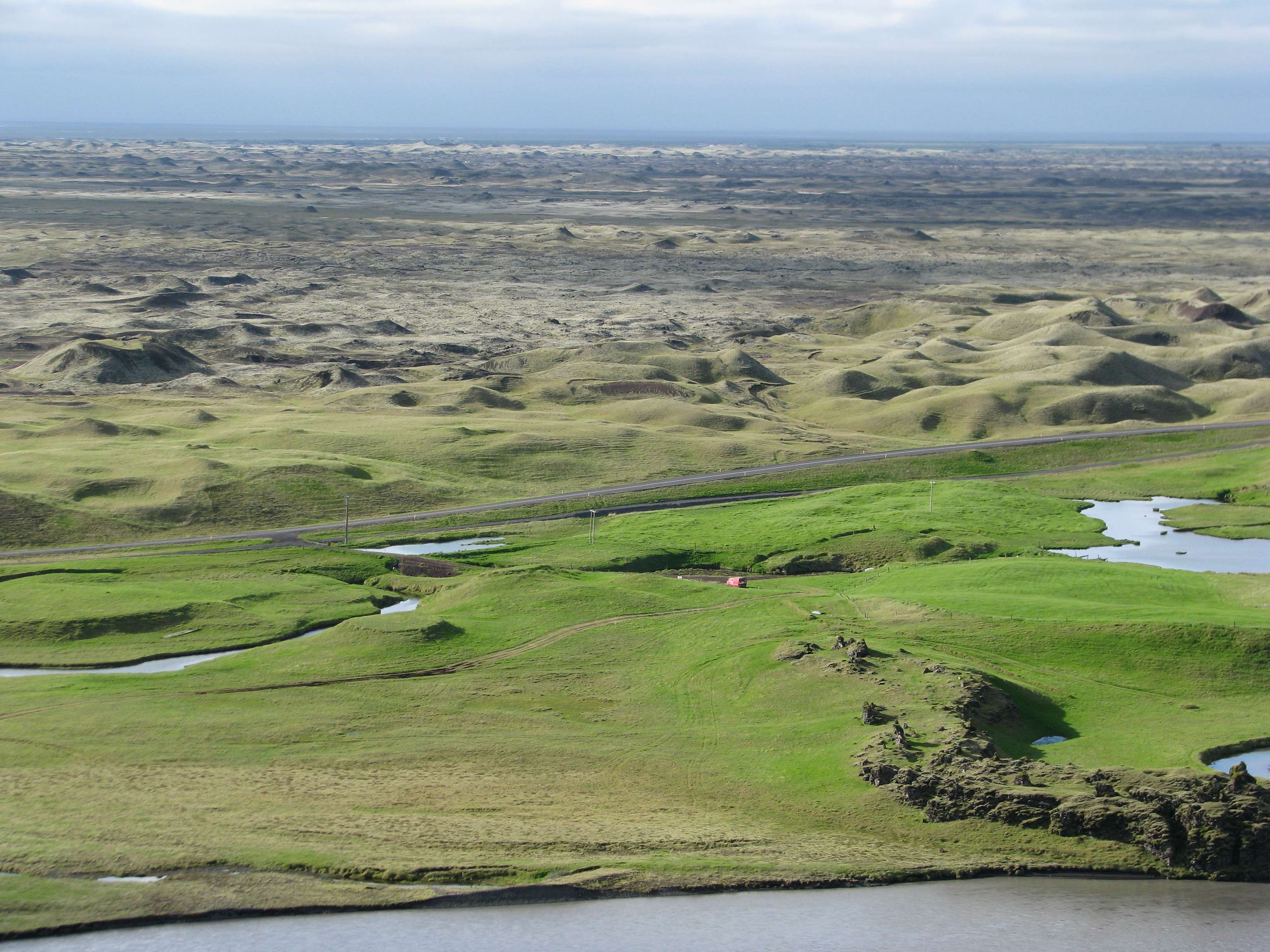
De Skaftá met daar achter de hringvegur en pseudokraters
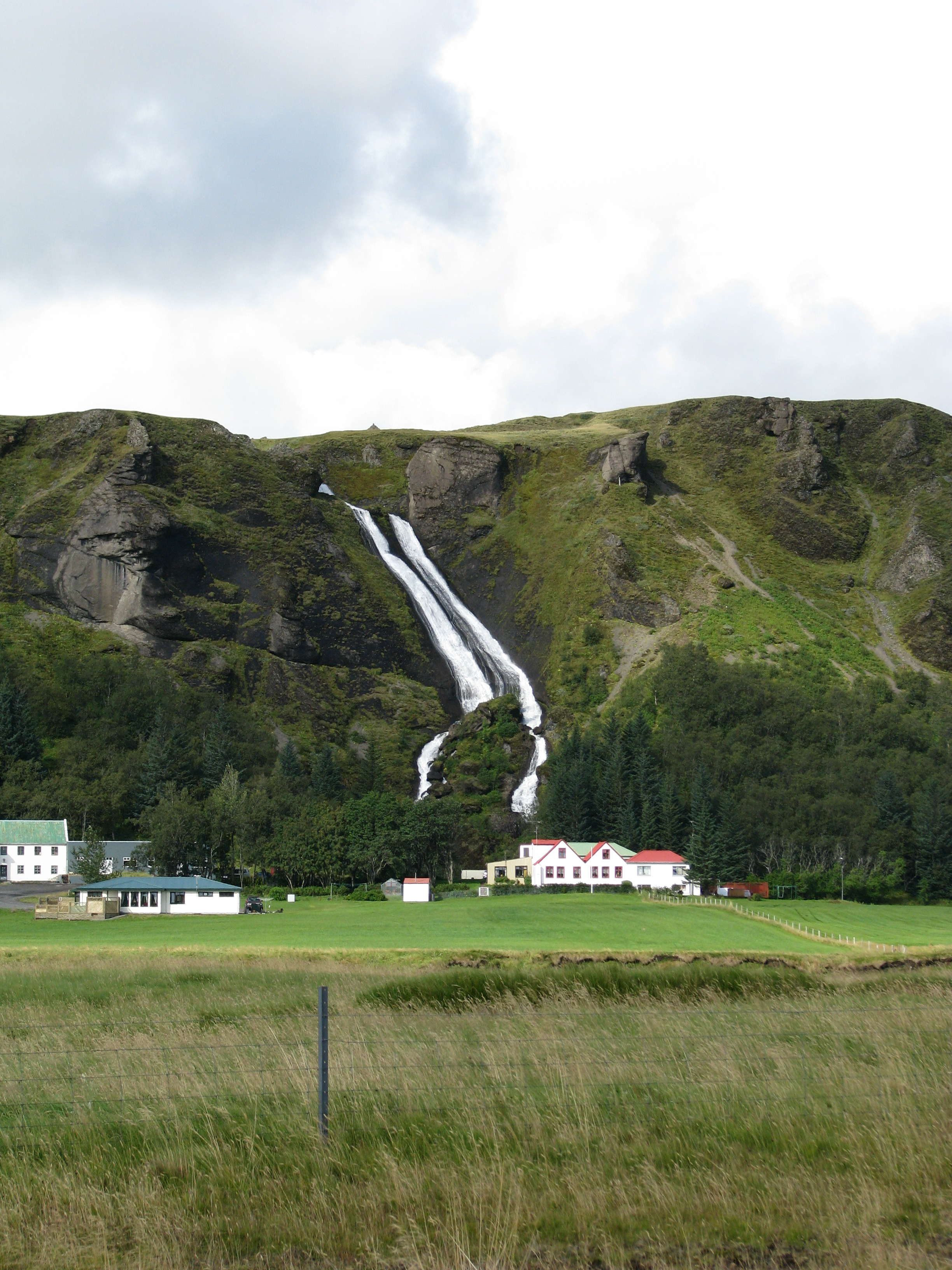
De Systrafoss